# Génissieux
 Génissieux  là một xã thuộc tỉnh Drôme trong vùng Auvergne-Rhône-Alpes đông nam nước Pháp. Xã Génissieux nằm ở khu vực có độ cao trung bình 164 mét trên mực nước biển.